# Prestissimo
Prestissimo is een van oorsprong Italiaanse muziekterm die aangeeft in welk tempo gespeeld moet worden. Prestissimo  betekent  "uiterst snel". Prestissimo behoort tot de zeer snelle tempi. Het metronoomgetal komt neer op 200 tot 208, dus 200 tot 208 tellen per minuut. Dit is dus een nog sneller tempo dan presto.